# Walther Müller
Walther Müller (Hanôver, 6 de setembro de 1905 — Walnut Creek, 4 de dezembro de 1979) foi um físico alemão, mais conhecido pelo aperfeiçoamento do contador Geiger de Hans Geiger, hoje em dia conhecido como tubo de Geiger-Müller.
Estudou física, química e filosofia na Universidade de Kiel. Em 1925 tornou-se o primeiro doutorando de Hans Geiger, que recém obtivera o posto de professor em Kiel. O trabalho deles sobre ionização de gases por colisão levou à invenção do contador Geiger-Müller, aparelho atualmente indispensável para medidas de radiação ionizante.
Após algum tempo como professor na Universidade de Tübingen, trabalhou o resto da sua vida profissional como físico industrial (i. e. um físico trabalhando na indústria em pesquisa e desenvolvimento) na Alemanha, depois como conselheiro para o ministério da economia australiano, e mais tarde como físico industrial nos Estados Unidos, onde também fundou uma companhia para fabricação de tubos Geiger-Müller.
Walther morreu em 4 de dezembro de 1979, uma terça-feira, aos 74 anos.